# Chelmer
Chelmer – rzeka w hrabstwie Essex, w Anglii. W całości przepływa przez jedno hrabstwo. Największym miastem, przez które przepływa jest Chelmsford. Jest dopływem rzeki Blackwater, do której wpada w pobliżu miasta Maldon.

## Charakterystyka
Chelmer ma źródła w Hamperden End w pobliżu Thaxted i płynie na południowy wschód w kierunku Chelmsford. Łączy się tam z wieloma dopływami, z których największe to rzeki Can i Wid. W początkowym biegu nabrzeże ma charakter wiejski, aż do Chelmsford, gdzie rzeka jest skanalizowana w centrum miasta. Za Chelmsford rzeka łączy się z rzeką Ter – jedną z najbardziej naturalnych i niezakłóconych rzek w hrabstwie. Dalej wpada do rozległego rozlewiska rzeki Blackwater. W rzece uprawia się rybołówstwo, gdzie pozyskuje się wysokiej jakości ryby, jest również ważnym źródłem wody pitnej.